# Pointes (athlétisme)
Pour les articles homonymes, voir Pointe.

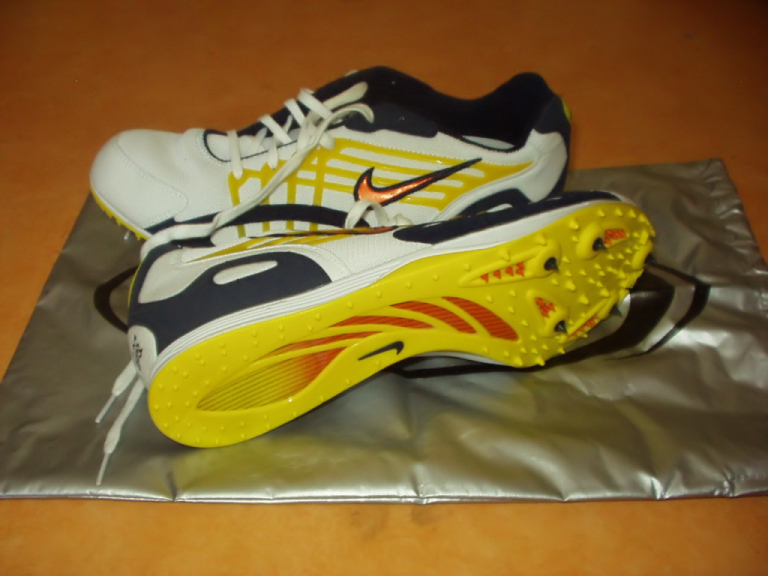
Chaussures à pointes Nike Air Zoom Distance.

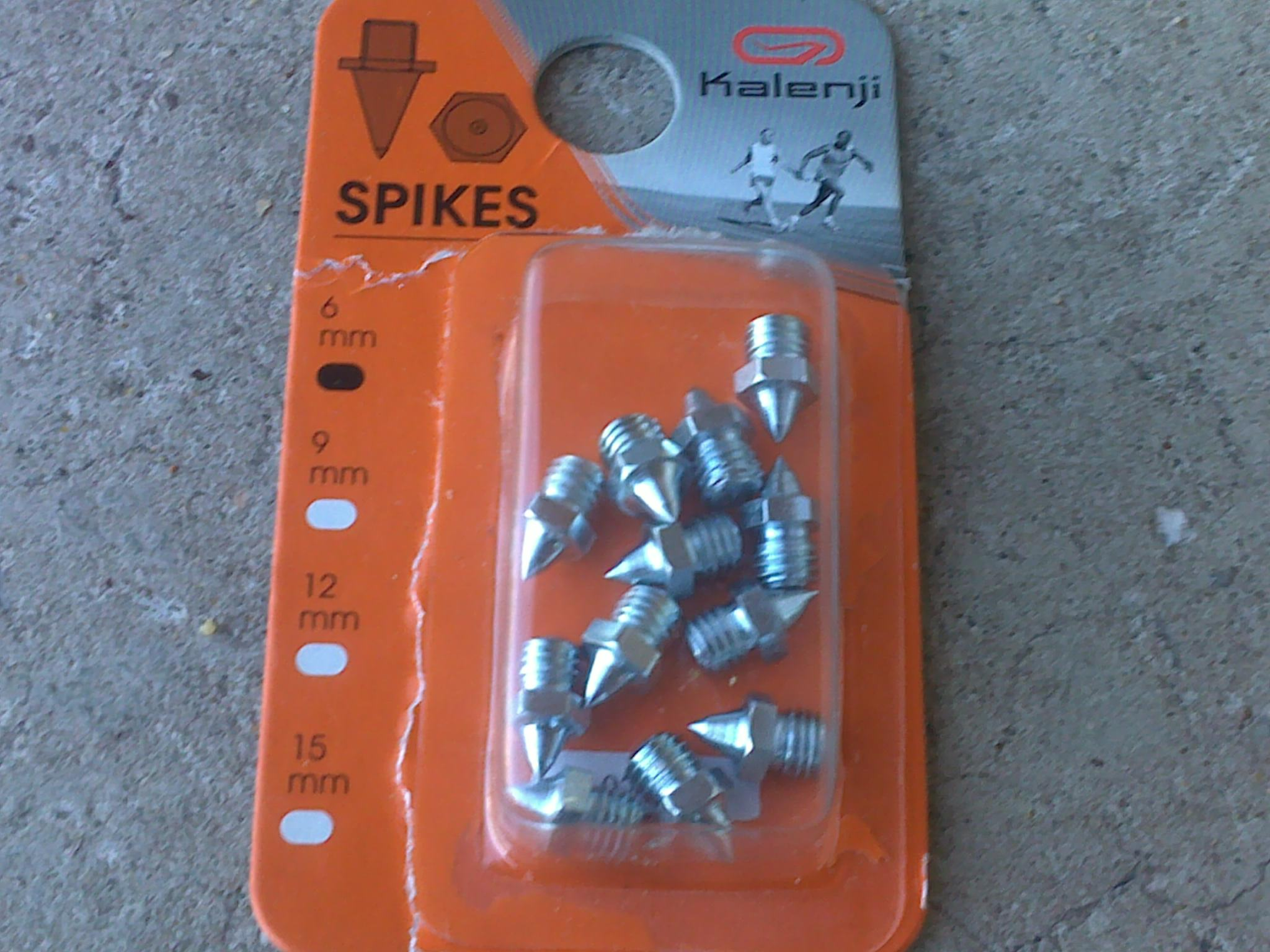
Pointes de six millimètres.

Les pointes (en anglais : spikes) désignent les extrémités pointues et fines souvent vissées ou parfois moulées sur la semelle des chaussures de course, de lancer de javelot ou de saut qui permettent notamment d'améliorer l'adhérence.
Il s'agit de jeu de pointes qui se fixent à l'aide d'une « clé ». Très souvent en acier, avec une forme pyramidale ou en aiguille, elles existent en plusieurs tailles : 4 mm, 6 mm, 9 mm, 12 mm, 15 mm, voire 17 mm. Plus celles-ci sont longues, plus elles correspondent à la pratique du cross-country avec des terrains boueux et herbeux par exemple, tandis que les courtes sont plus adaptées à la pratique d'épreuves sur piste. Elles ont une utilité proche de celle des crampons au rugby ou au football.

## Histoire
Les pointes ont été inventées à la fin du XIXe siècle par un Britannique nommé Joseph William Foster, qui n'est autre que le fondateur de Reebok. Le groupe est né au Royaume-Uni, à Bolton dans les années 1890, à l'époque où Joseph William Foster était l'un des premiers à fabriquer des chaussures d'athlétisme à pointe (par exemple, des chaussures pour le golf). La société J.W. Foster and Sons fabrique tous ses souliers à la main et acquiert une clientèle d'athlètes internationaux, en fournissant notamment les chaussures portées aux Jeux olympiques d'été de 1924 à Paris. En 1934, le joueur et entraîneur de football américain Pop Warner recommande ces pointes pour la course sportive dans son ouvrage à succès intitulé "Pop" Warner's book for boys.

## Analyse technique
Les coureurs de sprint prennent essentiellement leurs impulsions sur l'avant du pied au niveau du métatarse et de la pulpe des cinq orteils. Les tendons ont ainsi tendance à travailler beaucoup plus que d'ordinaire lors des prises d'appui des sprinteurs qui sollicitent davantage les pointes avants de leurs chaussures.
Sur la plupart des chaussures de piste, la région des orteils plie jusqu'à laisser place aux pointes saillantes et à encourager les athlètes à courir sur leurs orteils. Cet angle vers le haut varie largement en fonction de l'utilisation prévue de la chaussure et l'angle peut être plus ou moins rigide ou flexible selon.

## Design

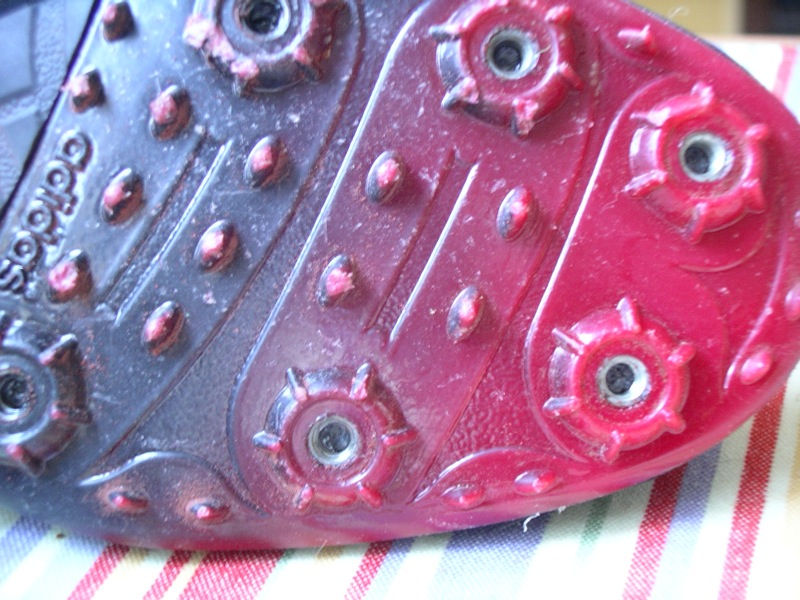
Semelle avec pointes retirées.

L'avant de la semelle comporte une plaque rigide ou semi-rigide comportant entre trois et neuf trous. Les pointes peuvent être vissées dans chaque trou en utilisant une clé de serrage. À l'exception du lancer du javelot et du saut en hauteur, les chaussures de piste n'ont généralement pas de trous à mi-pied et sur le talon. Certaines chaussures ont des pointes permanentes qui ne peuvent pas être dévissées.
Les semelles sont exceptionnellement légères et les chaussures pèsent moins de cinq onces (142 grammes) chacune soit la moitié du poids de beaucoup de chaussures de course standard. Cependant, comme cela est réalisé grâce à la réduction de la quantité de matière utilisée sur les semelles et sur les parois latérales, les chaussures à pointes offrent moins de rembourrage et de soutien qu'une chaussure de course standard. Ainsi, l'utilisation constante fait qu'elles ne durent pas aussi longtemps que des chaussures de course standard.